# La carta (Gerard ter Borch)
La carta es una pintura del pintor holandés Gerard ter Borch, un óleo sobre lienzo de 81,9 x 68,4 centímetros, realizada aproximadamente entre 1660 y 1665. El trabajo se encuentra en la Colección Real británica. Fue comprada en 1814 por el rey Jorge IV de la colección del banquero británico Sir Thomas Baring. Anteriormente, en 1805, había sido adquirida por el padre de Baring, en un momento en que muchas obras maestras holandesas del siglo XVII desaparecieron en el extranjero. Hasta finales del siglo XX formó parte de la colección de Jan Gildemeester Jansz.

## Imagen
La carta muestra a tres personas alrededor de una mesa. En primer plano hay una silla forrada de terciopelo en la que duerme un perro pequeño. Por lo demás, el fondo de la habitación es oscuro, aunque un candelero de pie solo es visible a la izquierda a través de un reflejo. El interior, aunque de visibilidad limitada, es típicamente holandés.
La dama vestida a la moda de la derecha está fuertemente iluminada y es claramente el personaje principal de la escena. Lee una carta. El chico del medio y la mujer de la izquierda, que aparentemente estaba escribiendo una carta, la miran. Observan de cerca su reacción, pero la interpretación de lo que ocurre psicológicamente entre las figuras sigue siendo un misterio. El espectador puede completarlo por sí mismo.

## Modelos
La carta probablemente fue pintada en la casa de Ter Borgh en Deventer, donde realizó la mayoría de sus obras. Al menos dos modelos del cuadro son parientes del pintor. El niño es sin duda su medio hermano Moisés, la dama joven leyendo la carta es su media hermana Gesina. Ter Borch solía utilizar a familiares y conocidos como modelos. Incluso el perro de la silla es probablemente del propio Ter Borch, ya que el animal se puede ver en varias de sus obras.

## Estilo

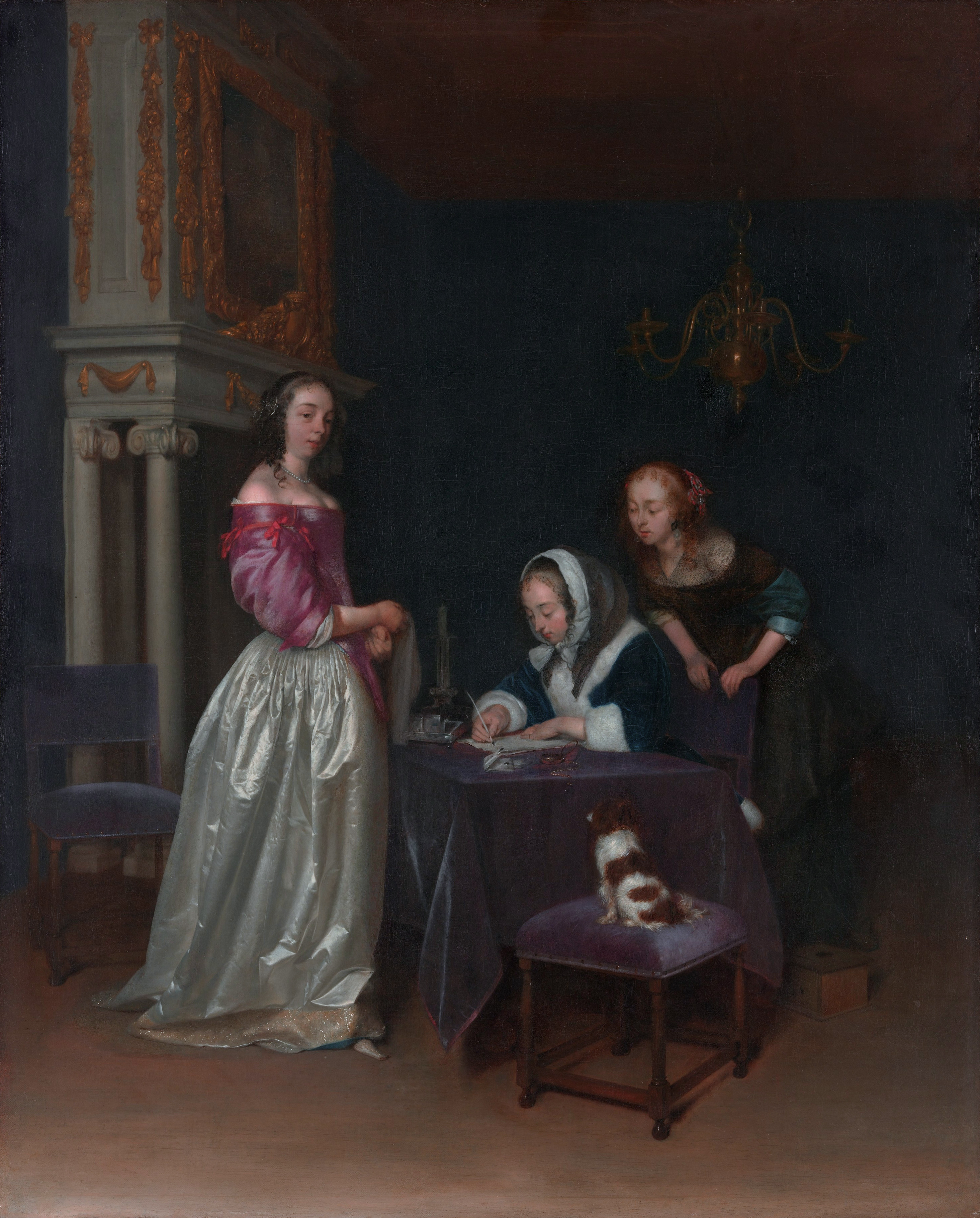
Curiosidad, en parte los mismos modelos y objetos.

La pintura está claramente configurada en el estilo de los 'pintores finos'. La textura de las telas, especialmente la del personaje principal, se ha realizado con sumo cuidado. Llama la atención el reflejo metálico del azul y el amarillo de su ropa, que irradia riqueza. La refinada plasmación, como el borde bordado en la parte inferior del vestido, es casi inigualable para esa época.
Como siempre, Ter Borch también presta mucha atención a los detalles, como la bandeja y la jarra en manos del niño, el tintero en la mesa ante la mujer de la izquierda, e incluso la lámpara de araña brillando arriba sobre el fondo oscuro. El estado de ánimo moderado y mesurado se ve reforzado por la luz dispersa. Todo irradia una enorme precisión y destreza. El efecto general es muy realista, con un fuerte énfasis en la armoniosa simplicidad de la vida doméstica.
Ter Borch pintó muchas de estas obras anecdóticas, muchas veces con los mismos modelos y sin apenas elementos cambiantes, muy similares en la atmósfera. Los personajes que leen cartas o escriben cartas suelen ser centrales. Debido a que estas figuras tienen una relación íntima entre sí desde un punto de vista psicológico, el espectador está, por así decirlo, excluido: solo puede adivinar las circunstancias del evento. Representar significados velados de esta manera, a menudo en el plano amoroso, era una costumbre de la época y también se puede observar en muchos de los colegas de Ter Borch.

## Galería

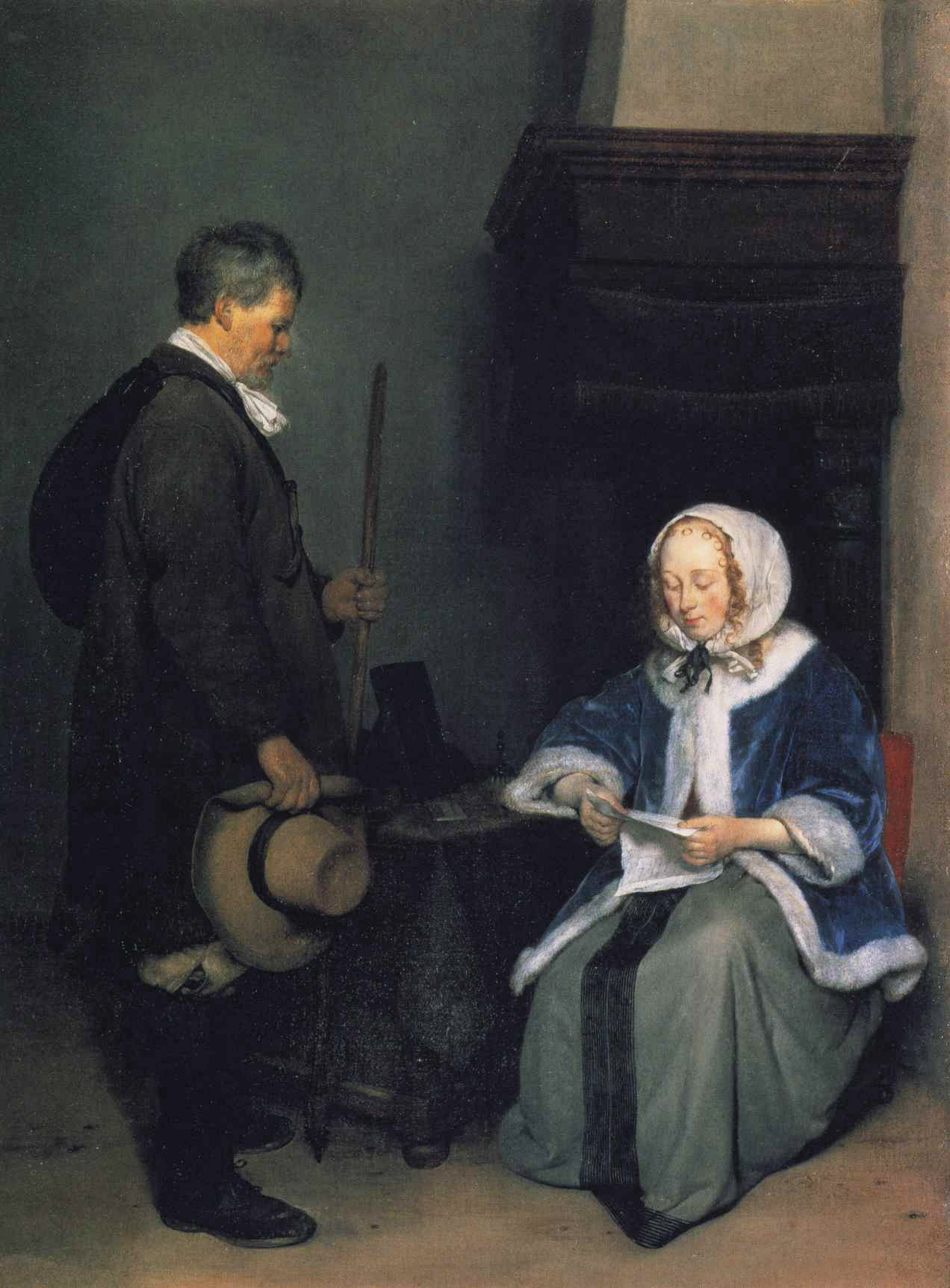
Mujer leyendo una carta.
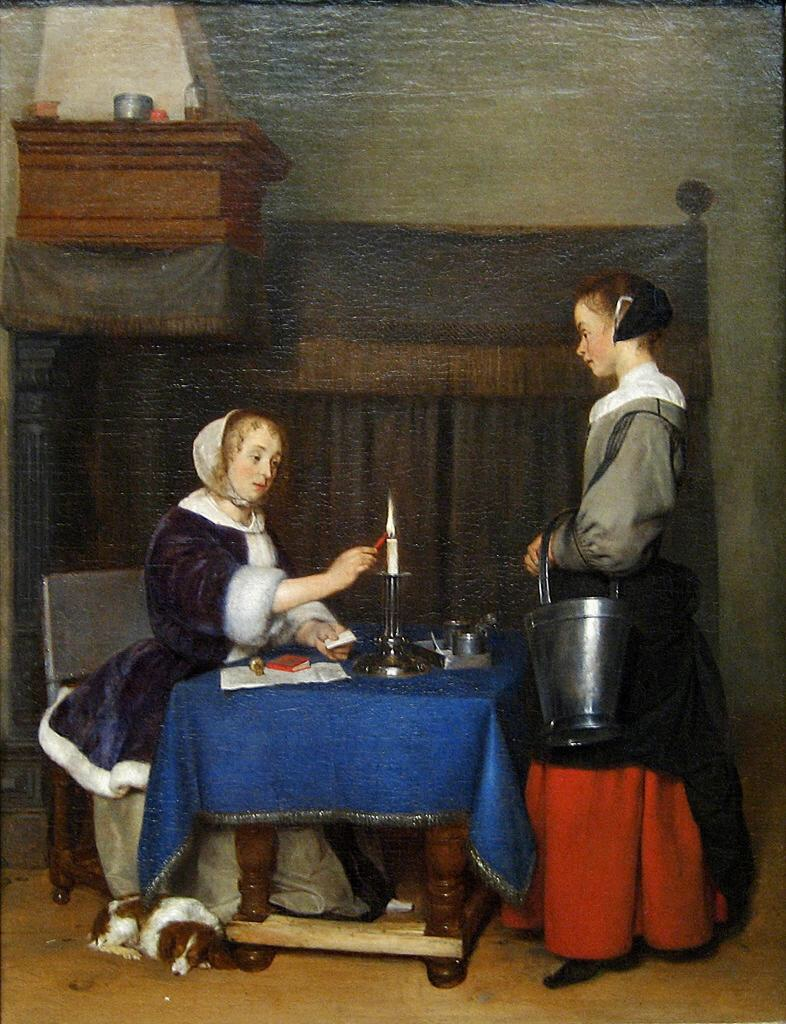
Mujer sellando una carta (con el mismo perro).
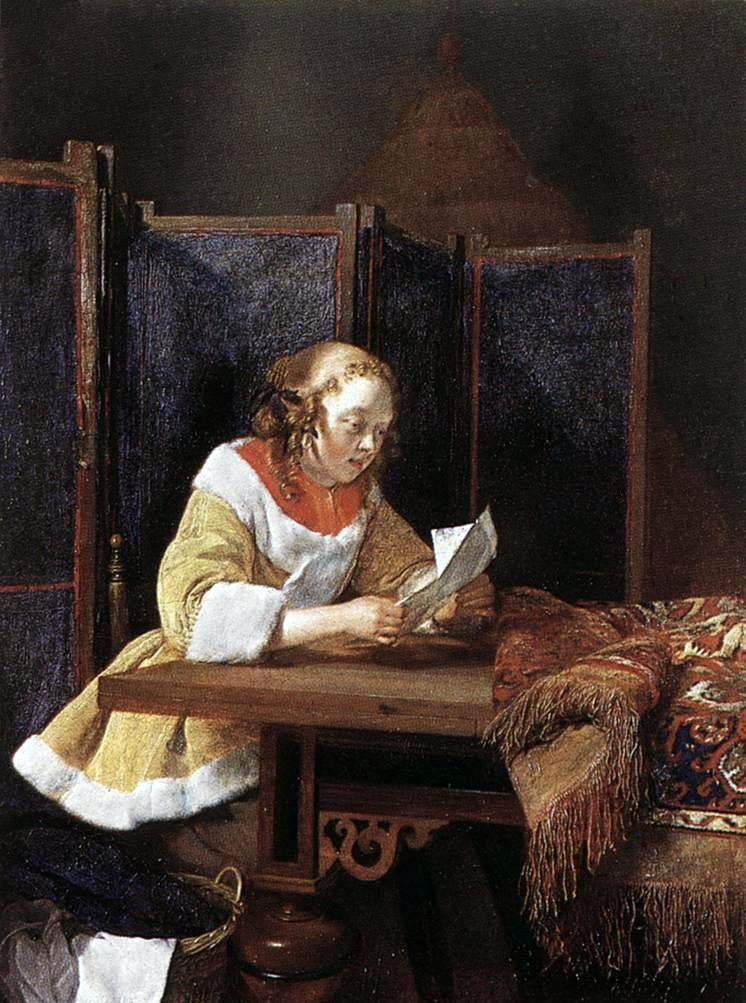
Mujer leyendo una carta (Gesina).
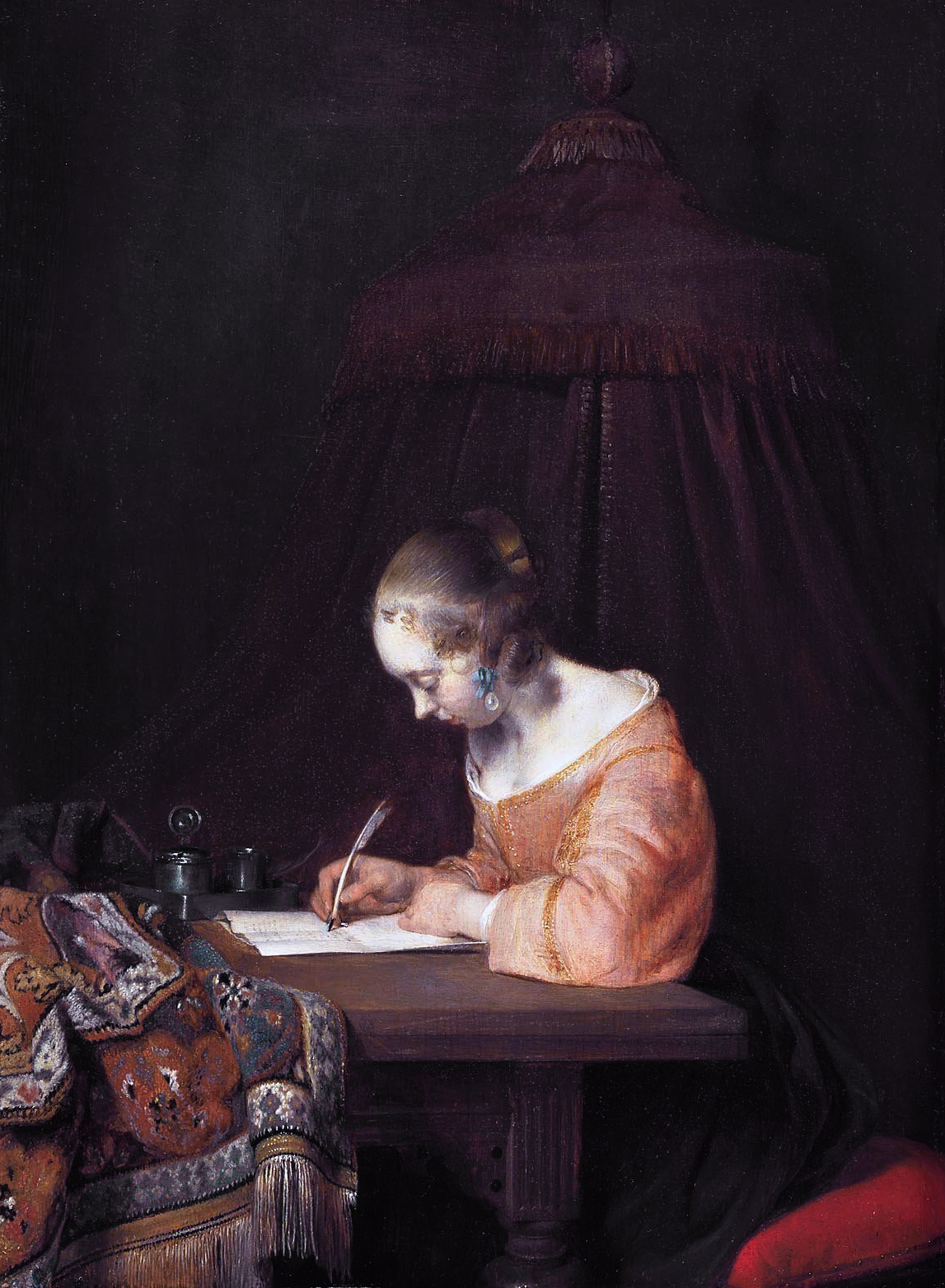
Escritora de cartas (Gesina).